# Harrisburg Transportion Center
Harrisburg Transportation Center – stacja kolejowa w Harrisburgu, w stanie Pensylwania, w USA. Na stacji są 4 perony.